# Invierno en Finnmark
Invierno en Finnmark ( en noruego:Finnmark, Vinter) es una pintura de paisaje, de la artista noruega Anna-Eva Bergman realizada el año 1966 y que forma parte de la colección de la Fundación Hertung Bergman en Antibes (Francia).

## Antecedentes
Anna-Eva Bergamn era una pintora noruega aunque la mayor parte de su obra la realizó en Francia donde participó en numerosas exposiciones hasta el año de su fallecimiento en 1987. Sus principios en el arte fueron en las ilustraciones para libros tanto ajenos como escritos poe ella misma. En los últimos cuarenta años de su producción artística se decanta por la pintura de carácter abstracto e inspirada en la naturaleza, buscando nuevas técnicas emplea en sus obras láminas metálicas de aluminio, plata y oro.

## Descripción
A partir de los años 1950 empieza a realizar pinturas y dibujos sobre el paisaje del norte de Noruega a consecuencia de un viaje que realizó por toda esa zona de Noruega. La pintura que tiene unas dimensiones de 150 x 300 cm, está realizada con lámina de aluminio que aplicada sobre la tela y con su técnica especial consigue dar luces especiales a su pintura. Representa un paisaje ártico de la región de Finnmark de Noruega cercana a la frontera con Rusia (Múrmansk). Hay un fuerte contraste expresado con zonas claras y oscuras, en líneas horizontales, que representan los objetos de la nieve en el invierno del norte oscuro, la relación entre la luz y las sombras del paisaje crean un efecto de perspectiva y permite al espectador de la pintura mirar más allá de la tundra de Finnmark.

## Europeana 280
En abril de 2016, la pintura Invierno en Finnmark fue seleccionada como una de las diez más grandes obras artísticas de Noruega por el proyecto Europeana.